# محمد البشو
محمد البشو مواليد 7 مارس 1985 في القامشلي، سوريا، هو لاعب كرة قدم سوري يلعب مع نادي مصفاة بانياس في مركز الهجوم.

## المسيرة الاحترافية

### أندية لعب لها
- نادي الجهاد
- نادي الفتوة (سوريا)
- نادي الوحدة (سوريا)
- برسيبو بوجونيغورو
- نادي مصفاة بانياس

## روابط خارجية
- محمد البشو على موقع Soccerway.com (الإنجليزية)